# Festival Eurovisão da Canção 1960
O Festival Eurovisão da Canção 1960 (em inglês: Eurovision Song Contest 1960 e em francês: Concours Eurovision de la chanson 1960) foi o 5º Festival Eurovisão da Canção e teve lugar a 29 de março de 1960 em Londres.  Katie Boyle foi a apresentadora do evento que foi ganho por Jacqueline Boyer que representou a França com a canção "Tom Pillibi".
Apesar de terem ganho o festival em 1959, os Países Baixos declinaram realizar o festival em 1960 pois já tinham realizado o Festival Eurovisão da Canção 1958 e entregaram essa honra ao Reino Unido, segundo classificado em 1959. A início, a emissora britânica estava relutante em abraçar o Festival Eurovisão da Canção, mas com o país considerando a sua primeira tentativa de se juntar à recém-criada Comunidade Económica Europeia (o precursor da atual União Europeia) surgiu a oportunidade para o Reino Unido mostrar as suas credenciais europeias a uma audiência de televisão continental.
Foi nesse ano que se instaurou a tradição do vencedor do ano anterior entregar o troféu ao vencedor do ano, com Teddy Scholten a deslocar-se a Londres para entregar o prémio a Jacqueline Boyer, vencedora de 1960.

## Local

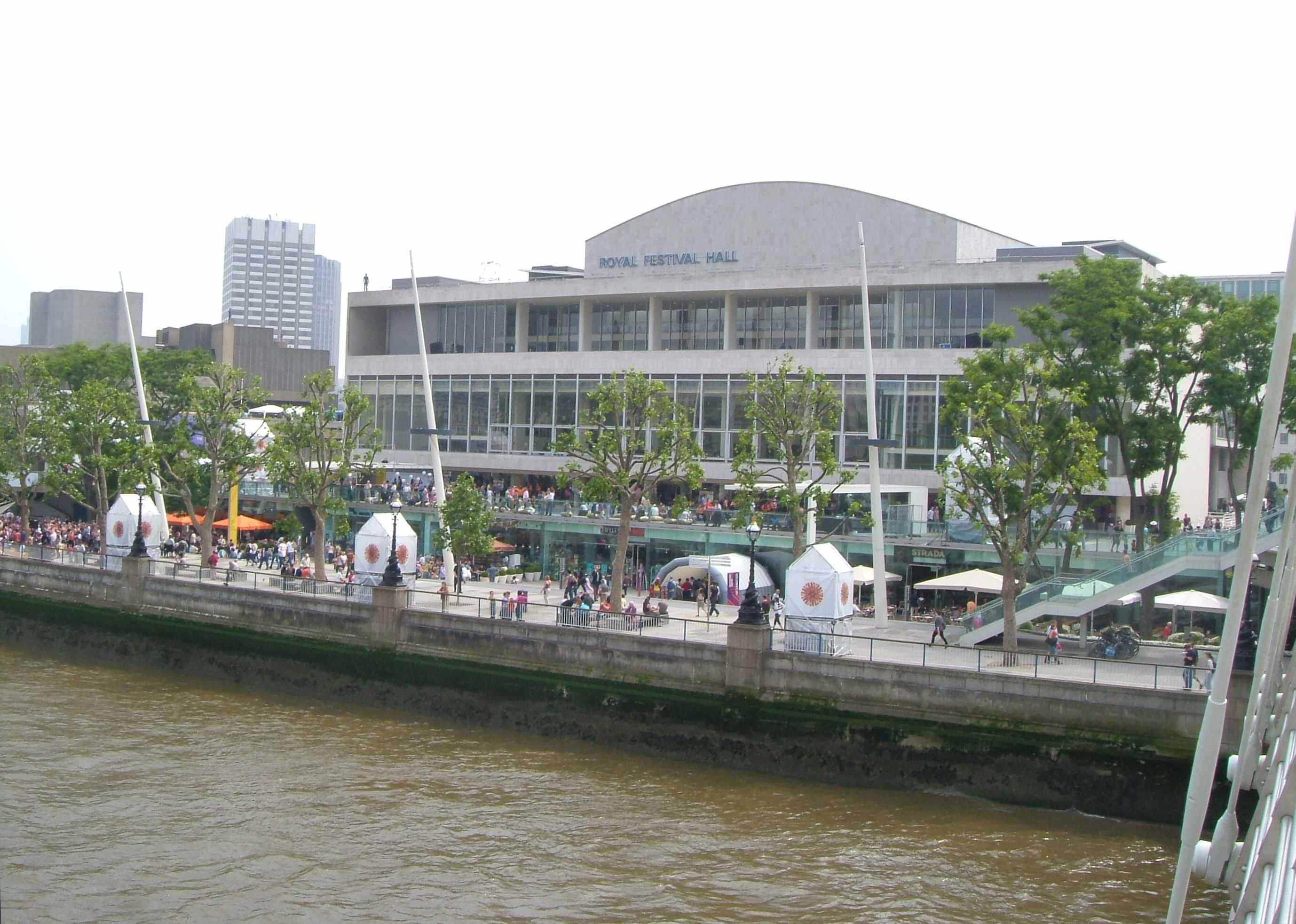
O Royal Festival Hall, em Londres, Reino Unido.

O Festival Eurovisão da Canção 1960 ocorreu em Londres, na Reino Unido. Dado que a BBC está sediada em Londres, uma cidade cheia de locais adequados para sediar o Festival Eurovisão da Canção, a decisão de hostear o certame na capital britânica não foi surpreendente. No entanto, decidir realizar o concurso no Royal Festival Hall (à esquerda) foi bastante ambicioso, já que este foi de longe o maior local para sediar o evento até aquela data.
O Royal Festival Hall, visualmente um tanto rígido e modernista, foi construído na margem sul do rio Tâmisa e inaugurado em 1951 para o "Festival da Grã-Bretanha". Tem sido um local popular para concertos e conferências desde então. Para a Eurovisão, a audiência ao vivo excede as 2000 pessoas. Hoje, o local faz parte do Southbank Centre e desde a realização do concurso, o Royal Festival Hall passou por diversas transformações.
Como se para coincidir com o grande local, este foi o maior concurso até à data, tanto em termos de países participantes (13, com o regresso do Luxemburgo e a estreia da Noruega) e também em termos de audiência de televisão ao vivo. No início dos anos 1960, os aparelhos de televisão estavam-se a tornar mais comuns nos lares europeus e acredita-se que este foi o Festival Eurovisão da Canção onde a audiência de televisão excedeu a audiência da rádio (acredita-se que cerca de 30 milhões de pessoas acompanharam o concurso, transmitido em 14 países, os concorrentes, mais a Finlândia).. Por outro lado, foi o último Festival Eurovisão da Canção a ter lugar a meio da semana. A partir de 1961, introduziu-se a tradição de ser realizado ao sábado.

## Formato e Visual
Embora a encenação do Festival Eurovisão da Canção de 1960 possa não ter sido tão atraente quanto a competição do ano anterior em Cannes, não há dúvida de que a produção da BBC foi uma das melhores da história da Eurovisão. Mais uma vez o espetáculo começou com uma introdução multilingue dos cantores. A apresentadora encarregue foi Katie Boyle, uma mulher que ainda hoje é uma lenda nos círculos da Eurovisão. Este foi o primeiro de quatro edições apresentados por ela. Nascida na Itália, Boyle voltaria a apresentar o certame em 1963, 1968 e 1974, estabelecendo um recorde que ainda não foi batido. 
Após as apresentações iniciais, cada uma das músicas foi cantada em rápida sucessão, com uma peça incomum de teatro vendo a cortina do palco cair no final de cada apresentação. Apesar do facto de que não houve nenhum intervalo, a edição durou 82 minutos, atrasado ligeiramente por uma longa sequência de votação. Enquanto esta edição pode não ter tido o glamour do concurso do ano anterior, as músicas da mais alta qualidade, mas com uma sequência de votação muito empolgante para compensá-lo, foram certamente apresentadas com eficiência e bem encenadas e como o primeiro concurso apresentado pela BBC para os outros nos próximos anos.
O sorteio da ordem de atuação foi feita a 28 de março, com os ensaios a decorrer entre esse dia e 29 de março.

## Votação
Cada país tinha um júri constituído por 10 membros e cada um destes escolhia a melhor canção atribuindo 1 ponto.
Mais uma vez não houve intervalo, então após uma breve explicação do processo de votação, chegou a hora de os júris serem chamados. Infelizmente, o quadro operado manualmente teve alguns problemas, e a votação levou muito mais tempo do que nos anos anteriores. Como em anos anteriores, os países votaram na ordem inversa à da sua atuação, e o júri francês foi o primeiro a votar. Talvez influenciados pelo título francês, eles colocaram a Alemanha na dianteira, mas ignoraram completamente a música italiana que seria a principal rival da França. O júri italiano adotou uma tática semelhante, ignorando a canção francesa e iniciando especulações de votação tática deliberada que persiste até hoje. O primeiro movimento dramático no quadro veio quando a Alemanha outorgou sete de seus dez pontos para o Mónaco, colocando-os numa liderança muito forte. No entanto, com altos votos dos Países Baixo e Suíça, o Reino Unido logo assumiu a liderança, chegando a liderar por 8 pontos.
Os dois favoritos tiveram destinos diferentes ao longo da votação. A canção italiana nunca teve qualquer impacto significativo na votação, mas a francesa começou a fazer um forte progresso a meio da votação. Com quatro países por votar, os dinamarqueses concederam quatro pontos à França e ignoraram o Reino Unido, mudando as posições dos líderes, mas o Luxemburgo rapidamente reverteu isso com cinco votos para o Reino Unido e apenas um para a França. A audiência no Royal Festival Hall ficou cada vez mais animada, ao ponto da apresentadora pedir calma ao público, pois estava a tornar-se cada vez mais difícil ouvir os votos. Com dois países por votar, um único ponto separou o Reino Unido da França, sem mais ninguém numa disputa séria. Quando a Suécia deu quatro pontos à França, a empolgação chegou ao fim, pois o país seguinte a votar, e +ultimo, o Reino Unido tinha sido relegado para segundo lugar e não podia votar em si própria.
Após pensar-se que o país anfitrião iria conseguir uma vitória em casa pela primeira vez desde 1956, a França acabou por ganhar, seguida do Reino Unido e do Mónaco. Mais uma vez, uma canção italiana altamente popular não conseguiu empolgar os júris internacionais, com "Romantica" classificada em 8º lugar. No entanto, isso não impediria que a música se tornasse um sucesso internacional considerável nos meses seguintes. Parecendo-se tratar do primeiro "nul points" da história, a Dinamarca foi pela primeira vez pontuada a seis países do fim da votação, terminando em 10º lugar com 4 pontos. Já o Luxemburgo, que se fez representar pela primeira vez com uma canção em luxemburguês, terminou me último lugar com 1 ponto, mostrando a desvalorização das línguas minoritárias no certame.

## Participações individuais
Cada país a concurso, executou a escolha do seu representante de maneira diferente, tendo sido marcado mais uma vez pela final nacional sueca (o Melodifestivalen), que foi considerado um pouco usual, por ter sido vencido um interprete e para o festival ter sido escolhido outro. Para características específicas sobre a entrada de cada participante no festival, seguir a ligação com o nome dos países na caixa em baixo.
Predefinição:Participações Individuais ESC1960

## Participantes

Países participantes

Todos os onze países que haviam competido em Cannes no ano anterior voltaram em 1960. Além disso, o Luxemburgo, que não participou em 1959, voltou e a Noruega estreou-se na Eurovisão, o que significa que pela primeira vez três países escandinavos estiveram no concurso.
Embora vários dos compositores estivessem fazendo um regresso ao evento, apenas um concorrente, o belga Fud Leclerc, repetiria a sua experiência eurovisiva. Curiosamente, Leclerc também competiu na final nacional suíça e poderia ter representado os dois países diferentes em Londres. Notavelmente, tal conflito de interesse só foi anulado nos últimos anos, depois que o grupo polaco Ich Troje ter em 2003 estado perto de representar a Alemanha e a Polónia em simultâneo.
| País          | Título original da Canção              | Artista                  | Processo                                        | Data da Selecção        |
| País          | Tradução em Português                  | Idiomas de Interpretação | Processo                                        | Data da Selecção        |
| ------------- | -------------------------------------- | ------------------------ | ----------------------------------------------- | ----------------------- |
| Áustria       | "Du hast mich so fasziniert"           | Harry Winter             | Selecção Interna de 1960                        | -                       |
| Áustria       | Tu fascinas-me tanto                   | Alemão                   | Selecção Interna de 1960                        | -                       |
| Alemanha      | "Bonne nuit ma chérie"                 | Wyn Hoop                 | Schlagerparade 1960                             | 6 de fevereiro de 1960  |
| Alemanha      | Boa noite, minha querida               | Alemão                   | Schlagerparade 1960                             | 6 de fevereiro de 1960  |
| Bélgica       | "Mon amour pour toi"                   | Fud Leclerc              | Finale belge pour le Grand Prix Eurovision 1960 | 24 de janeiro de 1960   |
| Bélgica       | O meu amor para ti                     | Francês                  | Finale belge pour le Grand Prix Eurovision 1960 | 24 de janeiro de 1960   |
| Dinamarca     | "Det var en yndig tid"                 | Katy Bødtger             | Dansk Melodi Grand Prix 1960                    | 6 de fevereiro de 1960  |
| Dinamarca     | Foi um tempo amoroso                   | Dinamarquês              | Dansk Melodi Grand Prix 1960                    | 6 de fevereiro de 1960  |
| França        | "Tom Pillibi"                          | Jacqueline Boyer         | Sélection française 1960                        | -                       |
| França        | Tom Pillibi                            | Francês                  | Sélection française 1960                        | -                       |
| Itália        | "Romantica"                            | Renato Rascel            | Festival della Canzone Italiana di Sanremo 1960 | 30 de janeiro de 1960   |
| Itália        | Romântica                              | Italiano                 | Festival della Canzone Italiana di Sanremo 1960 | 30 de janeiro de 1960   |
| Luxemburgo    | "So laang we's du do bast"             | Camillo Felgen           | Selecção Interna de 1960                        | -                       |
| Luxemburgo    | Tão longe que tu estás                 | Luxemburguês             | Selecção Interna de 1960                        | -                       |
| Mónaco        | "Ce soir-là"                           | François Deguelt         | Selecção Interna de 1960                        | -                       |
| Mónaco        | Aquela noite                           | Francês                  | Selecção Interna de 1960                        | -                       |
| Noruega       | "Voi Voi"                              | Nora Brockstedt          | Melodi Grand Prix 1960                          | 20 de fevereiro de 1960 |
| Noruega       | Voi Voi                                | Norueguês                | Melodi Grand Prix 1960                          | 20 de fevereiro de 1960 |
| Países Baixos | "Wat een geluk"                        | Rudi Carrell             | Nationaal Songfestival 1960                     | 9 de fevereiro de 1960  |
| Países Baixos | Que sorte                              | Holandês                 | Nationaal Songfestival 1960                     | 9 de fevereiro de 1960  |
| Reino Unido   | "Looking High, High, High"             | Bryan Johnson            | A Song for Europe 1960                          | 6 de fevereiro de 1960  |
| Reino Unido   | A olhar para o alto, alto, alto        | Inglês                   | A Song for Europe 1960                          | 6 de fevereiro de 1960  |
| Suécia        | "Alla andra får varann"                | Siw Malmkvist            | Melodifestivalen 1960                           | 2 de fevereiro de 1960  |
| Suécia        | Todos os outros apanham-se um ao outro | Sueco                    | Melodifestivalen 1960                           | 2 de fevereiro de 1960  |
| Suíça         | "Cielo e terra"                        | Anita Traversi           | Schweizer Vorentscheid 1960                     | 29 de fevereiro de 1960 |
| Suíça         | Céu e terra                            | Italiano                 | Schweizer Vorentscheid 1960                     | 29 de fevereiro de 1960 |

## Festival
Pelo segundo ano consecutivo, o país anfitrião foi o primeiro a atuar. "Looking High, High High" (Olhando Para o Alto, Alto, Alto) uma música alegre no estilo do tema da série de televisão "Robin Hood". Talvez inspirado por seu irmão Teddy no ano anterior, o cantor Bryan Johnson escolheu assobiar em parte da canção. Siw Malmkvist, representando a Suécia, continuou o clima de otimismo com "Alla Andra Får Varann" (Todos os Outros Apanham-se um ao Outro) pode realmente ter tido uma melodia forte, mas liricamente fraco, tendo uma parte instrumental no meio que durou quase um minuto.
Excepcionalmente, o Luxemburgo optou por usar a sua língua nacional, o luxemburguês para "So laang we's du do bast"	(Tão Longe que tu estás) cantada por Camillo Felgen, estrela de sucesso no seu país natal e na Alemanha, porém, nunca chegou a gravar esta música, devido à sua fraca classificação. Foi também o primeiro luxemburguês a representar o Luxemburgo. A dinamarquesa Katy Bødtger, cantando sobre um passado sentimental, interpretou "Det var en yndig tid" (Foi Um Tempo Amoroso). O belga Fud Leclerc voltou à Eurovisão pela terceira vez, com "Mon amour pour toi" (O Meu Amor Para Ti), que pode ser melhor descrita como uma típica balada francesa.
A estreia da Noruega, "Voi Voi", viu a cantora Nora Brockstedt numa versão bastante bizarra do traje tradicional da Lapónia, numa música que se destacou após o que tinha acontecido antes. Harry Winter interpretou a canção austríaca "Du hast mich so fasziniert" (Tu Fascinas-me Tanto), que foi mais uma tentativa de ganhar os votos com a clássica balada. A canção monegasca "Ce soir-là" (Aquela Noite) foi composta por Hubert Giraud, que também compôs "Dors, mon amour", vencedora em 1958 e, à semelhança desta, foi uma música forte, especialmente no desempenho do cantor francês François Deguelt.
A música "Cielo e terra" (Céu e Terra) foi a primeira vez que a Suíça foi representada por uma canção totalmente em italiano e, embora entusiasticamente interpretada por Anita Traversi, estava seriamente ausente de qualquer refrão cativante. Os Países Baixos foram representados por Rudi Carrell com a canção "Wat een geluk" (Que Sorte), que juntou os compositores dos dois anteriores vencedores holandeses. Um desempenho bastante estranho por Rudi não disfarçou que esta era uma das canções mais curtas e insubstanciais da História do certame. A canção alemã interpretada por Wyn Hoop, com um título francês "Bonne Nuit Ma Chérie" (Boa Noite, Minha Querida), que combinava estilo latino com balada. A combinação entre músicas em alemão com título em francês iria resultar na vitória da Áustria no Festival Eurovisão da Canção 1966.
Os grandes favoritos à vitória foram os últimos a atuar. A Itália, com a canção "Romantica" (Romântica) foi cantada pelo letrista Renato Rascel. Esta música, tal como as anteriores representantes italianas, foi um sucesso internacional e combinava arranjos orquestrais mistos e uma duração superior a 4 minutos. A última canção, e uma das mais aplaudidas, veio da França. "Tom Pillibi", interpretado pela jovem de 18 anos Jacqueline Boyer, que obteve algum sucesso além fronteiras, tocando nas rádios de países francófonos e não só, durante o ano de 1960.
| #   | País          | Idioma       | Artista          | Canção                       | Lugar | Pontuação |
| --- | ------------- | ------------ | ---------------- | ---------------------------- | ----- | --------- |
| 1º  | Reino Unido   | Inglês       | Bryan Johnson    | "Looking High, High, High"   | 2º    | 25        |
| 2º  | Suécia        | Sueco        | Siw Malmkvist    | "Alla andra får varann"      | 10º   | 4         |
| 3º  | Luxemburgo    | Luxemburguês | Camillo Felgen   | "So laang we's du do bast"   | 13º   | 1         |
| 4º  | Dinamarca     | Dinamarquês  | Katy Bødtger     | "Det var en yndig tid"       | 10º   | 4         |
| 5º  | Bélgica       | Francês      | Fud Leclerc      | "Mon amour pour toi"         | 6º    | 9         |
| 6º  | Noruega       | Norueguês    | Nora Brockstedt  | "Voi Voi"                    | 4º    | 11        |
| 7º  | Áustria       | Alemão       | Harry Winter     | "Du hast mich so fasziniert" | 7º    | 6         |
| 8º  | Mónaco        | Francês      | François Deguelt | "Ce soir-là"                 | 3º    | 15        |
| 9º  | Suíça         | Italiano     | Anita Traversi   | "Cielo e terra"              | 8º    | 5         |
| 10º | Países Baixos | Holandês     | Rudi Carrell     | "Wat een geluk"              | 12º   | 2         |
| 11º | Alemanha      | Alemão       | Wyn Hoop         | "Bonne Nuit Ma Chérie"       | 4º    | 11        |
| 12º | Itália        | Italiano     | Renato Rascel    | "Romantica"                  | 8º    | 5         |
| 13º | França        | Francês      | Jacqueline Boyer | "Tom Pillibi"                | 1º    | 32        |

### Resultados
A ordem de votação, foi ao contrário da ordem de actuação dos países no festival. Sendo assim, a ordem de votação no Festival Eurovisão da Canção 1960, foi a seguinte:

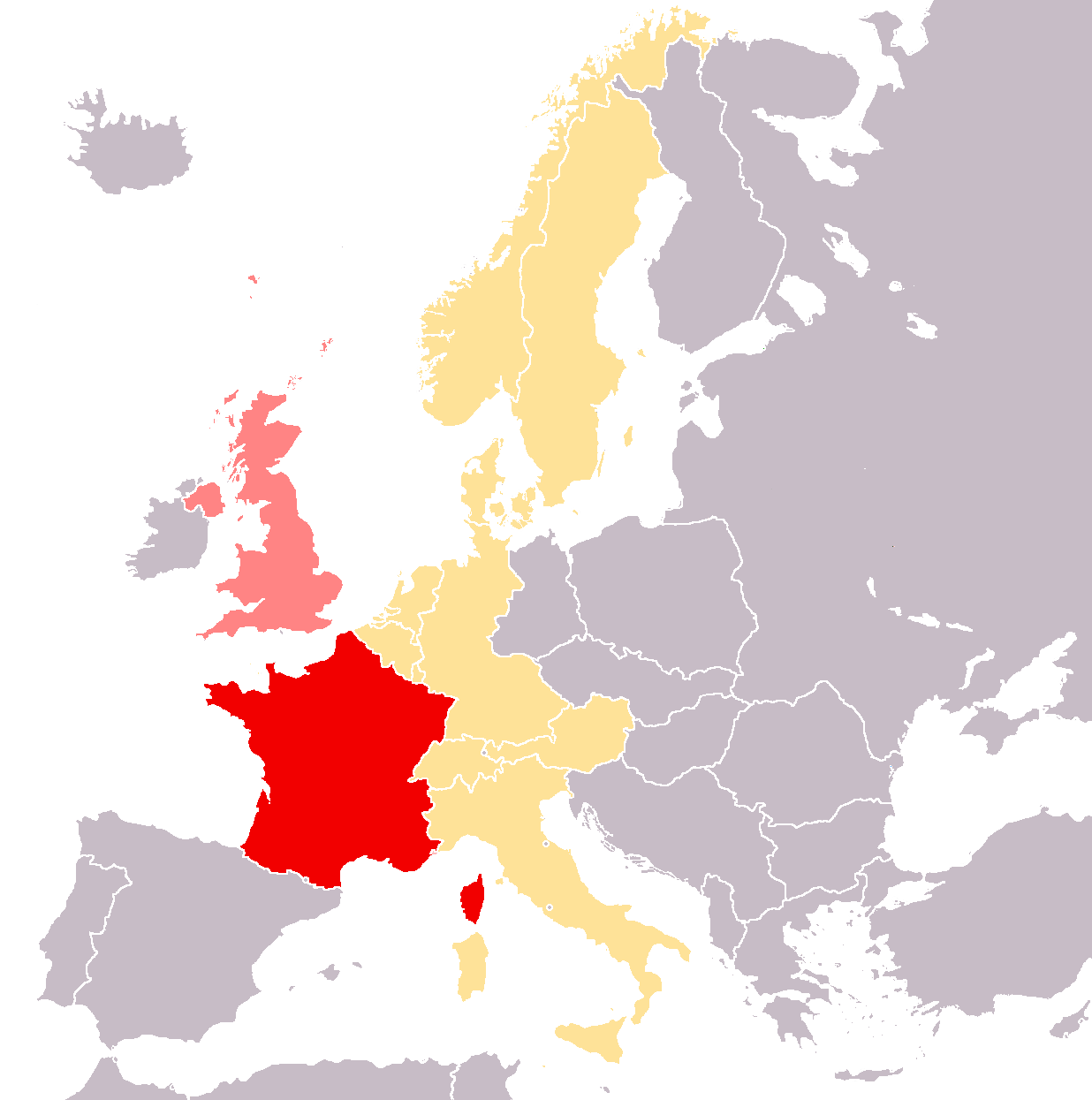
Vencedor
2º classificado
3º classificado

| Países Votantes | Países Pontuados | Países Pontuados | Países Pontuados | Países Pontuados | Países Pontuados | Países Pontuados | Países Pontuados | Países Pontuados | Países Pontuados | Países Pontuados | Países Pontuados | Países Pontuados | Países Pontuados |
| --------------- | ---------------- | ---------------- | ---------------- | ---------------- | ---------------- | ---------------- | ---------------- | ---------------- | ---------------- | ---------------- | ---------------- | ---------------- | ---------------- |
| Países Votantes | Reino Unido      | Suécia           | Luxemburgo       | Dinamarca        | Bélgica          | Noruega          | Áustria          | Mónaco           | Suíça            | Países Baixos    | Alemanha         | Itália           | França           |
| França          |                  | 2                |                  |                  |                  | 1                |                  | 3                |                  |                  | 4                |                  |                  |
| Itália          | 2                | 1                | 1                |                  | 3                |                  | 1                |                  | 1                | 1                |                  |                  |                  |
| Alemanha        | 1                |                  |                  |                  | 1                |                  |                  | 7                |                  |                  |                  |                  | 1                |
| Países Baixos   | 5                | 1                |                  |                  |                  | 1                |                  |                  |                  |                  |                  | 1                | 2                |
| Suíça           | 4                |                  |                  |                  |                  | 4                |                  | 1                |                  |                  |                  |                  | 1                |
| Mónaco          | 1                |                  |                  |                  |                  |                  |                  |                  |                  |                  | 2                | 2                | 5                |
| Áustria         | 3                |                  |                  |                  | 1                | 1                |                  |                  | 2                |                  | 2                |                  | 1                |
| Noruega         | 2                |                  |                  | 2                |                  |                  |                  |                  | 1                |                  |                  |                  | 5                |
| Bélgica         | 1                |                  |                  |                  |                  | 1                | 1                |                  |                  | 1                | 2                | 1                | 3                |
| Dinamarca       |                  |                  |                  |                  |                  | 2                | 2                | 2                |                  |                  |                  |                  | 4                |
| Luxemburgo      | 5                |                  |                  | 1                |                  |                  |                  | 1                | 1                |                  |                  | 1                | 1                |
| Suécia          | 1                |                  |                  |                  | 4                |                  |                  |                  |                  |                  | 1                |                  | 4                |
| Reino Unido     |                  |                  |                  | 1                |                  | 1                | 2                | 1                |                  |                  |                  |                  | 5                |
| Total           | 25               | 4                | 1                | 4                | 9                | 11               | 6                | 15               | 5                | 2                | 11               | 5                | 32               |
| Lugar           | 2º               | 10º              | 13º              | 10º              | 6º               | 4º               | 7º               | 3º               | 8º               | 12º              | 4º               | 8º               | 1º               |
| Países Votantes | Reino Unido      | Suécia           | Luxemburgo       | Dinamarca        | Bélgica          | Noruega          | Áustria          | Mónaco           | Suíça            | Países Baixos    | Alemanha         | Itália           | França           |
| Países Votantes | Países Pontuados |                  |                  |                  |                  |                  |                  |                  |                  |                  |                  |                  |                  |

| Países Votantes | Países Pontuados | Países Pontuados | Países Pontuados | Países Pontuados | Países Pontuados | Países Pontuados | Países Pontuados | Países Pontuados | Países Pontuados | Países Pontuados | Países Pontuados | Países Pontuados | Países Pontuados |
| --------------- | ---------------- | ---------------- | ---------------- | ---------------- | ---------------- | ---------------- | ---------------- | ---------------- | ---------------- | ---------------- | ---------------- | ---------------- | ---------------- |
| Países Votantes | Reino Unido      | Suécia           | Luxemburgo       | Dinamarca        | Bélgica          | Noruega          | Áustria          | Mónaco           | Suíça            | Países Baixos    | Alemanha         | Itália           | França           |
| França          | 0                | 2                | 0                | 0                | 0                | 1                | 0                | 3                | 0                | 0                | 4                | 0                | 0                |
| Itália          | 2                | 3                | 1                | 0                | 3                | 1                | 1                | 3                | 1                | 1                | 4                | 0                | 0                |
| Alemanha        | 3                | 3                | 1                | 0                | 4                | 1                | 1                | 10               | 1                | 1                | 4                | 0                | 1                |
| Países Baixos   | 8                | 4                | 1                | 0                | 4                | 2                | 1                | 10               | 1                | 1                | 4                | 1                | 3                |
| Suíça           | 12               | 4                | 1                | 0                | 4                | 6                | 1                | 11               | 1                | 1                | 4                | 1                | 4                |
| Mónaco          | 13               | 4                | 1                | 0                | 4                | 6                | 1                | 11               | 1                | 1                | 6                | 3                | 9                |
| Áustria         | 16               | 4                | 1                | 0                | 5                | 7                | 1                | 11               | 3                | 1                | 8                | 3                | 10               |
| Noruega         | 18               | 4                | 1                | 2                | 5                | 7                | 1                | 11               | 4                | 1                | 8                | 3                | 15               |
| Bélgica         | 19               | 4                | 1                | 2                | 5                | 8                | 2                | 11               | 4                | 2                | 10               | 4                | 18               |
| Dinamarca       | 19               | 4                | 1                | 2                | 5                | 10               | 4                | 13               | 4                | 2                | 10               | 4                | 22               |
| Luxemburgo      | 24               | 4                | 1                | 3                | 5                | 10               | 4                | 14               | 5                | 2                | 10               | 5                | 23               |
| Suécia          | 25               | 4                | 1                | 3                | 9                | 10               | 4                | 14               | 5                | 2                | 11               | 5                | 27               |
| Reino Unido     | 25               | 4                | 1                | 4                | 9                | 11               | 6                | 15               | 5                | 2                | 11               | 5                | 32               |
| Lugar           | 2º               | 10º              | 13º              | 10º              | 6º               | 4º               | 7º               | 3º               | 8º               | 12º              | 4º               | 8º               | 1º               |
| Países Votantes | Reino Unido      | Suécia           | Luxemburgo       | Dinamarca        | Bélgica          | Noruega          | Áustria          | Mónaco           | Suíça            | Países Baixos    | Alemanha         | Itália           | França           |
| Países Votantes | Países Pontuados |                  |                  |                  |                  |                  |                  |                  |                  |                  |                  |                  |                  |

### Maestros
| País              | Maestro             |
| ----------------- | ------------------- |
| Reino Unido       | Eric Robinson       |
| Suécia            | Thore Ehrling       |
| Luxemburgo        | Eric Robinson       |
| Dinamarca         | Kai Mortensen       |
| Bélgica           | Henri Segers        |
| Noruega           | Øivind Bergh        |
| Áustria           | Robert Stolz        |
| Mónaco            | Raymond Lefèvre     |
| Suíça             | Cédric Dumont       |
| Países Baixos     | Dolf van der Linden |
| Alemanha          | Franz Josef Breuer  |
| Itália            | Cinico Angelini     |
| França            | Franck Pourcel      |
| Maestro anfitrião | Eric Robinson       |

## Artistas repetentes
Em 1960, os repetentes foram:
| País (1960) | Foto     | Artista     | Ano Anterior | País Representado  | Canção                            | Tradução                     | Pontuação | Classificação |
| ----------- | -------- | ----------- | ------------ | ------------------ | --------------------------------- | ---------------------------- | --------- | ------------- |
| Bélgica     |          | Fud Leclerc | ESC 1956     | Bélgica            | "Messieurs les Noyés de la Seine" | Os senhores afogados do Sena | -         | 2º            |
| Bélgica     | ESC 1958 | Fud Leclerc | Bélgica      | "Ma petite chatte" | Minha gatinha                     | 8                            | 5º        |               |

## Transmissão
Os canais de televisão responsáveis pela difussão do concurso quer via televisão, quer via rádio foram as seguintes cadeias televisivas:
| - NDR - ORF - VRT - DR - RTBF | - NTS - RAI - RTL - TMC - NRK | - BBC - SR - SRG SSR |

### Notícias (oficial)
- «Site Oficial do Festival Eurovisão da Canção»
- «Site Oikotimes, noticias sobre a Eurovisão, o mais lido em Portugal»
- «Site EscToday, noticias sobre a eurovisão»
- «Site Português, noticias sobre a eurovisão» Arquivado em 28 de maio de  2009, no Wayback Machine.
- «Esctime, noticias sobre o tema»
- «Noticias do festival pelo site Eurovisionary» Arquivado em 30 de junho de  2009, no Wayback Machine.